# الرتب العسكرية للقوات المسلحة (اليمن)
الرتب العسكرية اليمنية تعتمد التنظيم الهرمي للقوات المسلحة اليمنية، فالرتبة الأقل تأتمر بالرتبة الأعلى، والرتبة الأعلى تأمر الرتب الأدنى منها.
قد يختلف لون الرتبة باختلاف الوحدة العسكرية، فالقوات البرية بني كما هي أدناه، والجوية أزرق، وضباط الداخلية أخضر.

## القانون
بحسب القانون رقم (67) لسنة 1991م:
الرتب العسكرية للضباط هي:
- ملازم ثاني، ملازم أول، نقيب، رائد، مقدم، عقيد، عميد، لواء، فريق، فريق أول، مشير.

الرتب العسكرية للجنود وضباط الصف هي:
- جندي، عريف، رقيب، رقيب أول، مساعد، مساعد ثاني، مساعد أول.

## الرتب
شارة رتبة ضباط الجيش والبحرية والقوة الجوية على التوالي.
|                | ضباط العلم       | ضباط العلم  | ضباط العلم | ضباط العلم | ضباط العلم | كبار الضباط | كبار الضباط | كبار الضباط | صفار الضباط | صفار الضباط | صفار الضباط |
| رمز الناتو     | OF-10            | OF-9        | OF-8       | OF-7       | OF-6       | OF-5        | OF-4        | OF-3        | OF-2        | OF-1b       | OF-1a       |
| -------------- | ---------------- | ----------- | ---------- | ---------- | ---------- | ----------- | ----------- | ----------- | ----------- | ----------- | ----------- |
| القوات البرية  |                  |             |            |            |            |             |             |             |             |             |             |
| مشير           | فريق أول         | فريق        | لواء       | عميد       | عقيد       | مقدم        | رائد        | نقيب        | ملازم أول   | ملازم ثاني  |             |
| القوات البحرية |                  |             |            |            |            |             |             |             |             |             |             |
| عميد بحري      | نقيب بحري (عقيد) | قائد (مقدم) | رائد       | نقيب       | ملازم أول  | ملازم       |             |             |             |             |             |
| القوات الجوية  |                  |             |            |            |            |             |             |             |             |             |             |
| مشير جوي       | فريق أول         | فريق        | لواء       | عميد       | عقيد       | مقدم        | رائد        | نقيب        | ملازم أول   | ملازم       |             |
| رمز الناتو     | OF-10            | OF-9        | OF-8       | OF-7       | OF-6       | OF-5        | OF-4        | OF-3        | OF-2        | OF-1b       | OF-1a       |

### ضباط الصف والجنود
شارة رتبة ضباط الصف والجنود البرية والبحرية والجوية على التوالي.
|                | كبار ضباط الصف | كبار ضباط الصف | كبار ضباط الصف | كبار ضباط الصف | كبار ضباط الصف | صغار ضباط الصف | مجندين   |
| الرتبة         | مساعد أول      | مساعد          | رقيب أول       | رقيب           | عريف           | جندي أول       | جندي     |
| -------------- | -------------- | -------------- | -------------- | -------------- | -------------- | -------------- | -------- |
| القوات البرية  |                |                |                |                |                |                | بلا شارة |
| القوات البحرية |                |                |                |                |                |                | بلا شارة |
| القوات الجوية  |                |                |                |                |                |                | بلا شارة |

الرتب الوحيدة التي تميز بنوع العمل بعدها هي (ضابط طيار - ضابط جوي - ضابط بحري - ضابط طبيب - ضابط مهندس).

## حاملو الرتب

### مشير
المشير هي أرفع الرتب العسكرية اليمنية، ويحملها رئيس الجمهورية. 
| م | الصورة | المشير             | فترة الحكم    | ملاحظات                                                             |
| - | ------ | ------------------ | ------------- | ------------------------------------------------------------------- |
| 1 |        | عبد الله السلال    | (1962 - 1967) | أول رئيس للجمهورية العربية اليمنية                                  |
| 2 |        | علي عبد الله صالح  | (1978 - 2012) | الرئيس الأسبق للجمهورية اليمنية رقّي إلى رتبة مشير في 24 ديسمبر 1997 |
| 3 |        | عبد ربه منصور هادي | (2012 - 2022) | الرئيس السابق للجمهورية اليمنية رقّي إلى رتبة مشير في 2012           |

### فريق أول
يحملها نائب رئيس الجمهورية ومع ذلك لم يسبق لأي أحد أن ترقى إلى رتبة فريق أول بالرغم من تضمينها في قانون الخدمة العسكرية.

### فريق
| م  | الصورة | الفريق               | الفترة          | ملاحظات |
| -- | ------ | -------------------- | --------------- | --- |
| 1  |        | حسن العمري           | (-1988)         | عسكري وسياسي شغل خمس مرات منصب رئيس الوزراء في الجمهورية العربية اليمنية.                                              |
| 2  |        | علي عبد الله صالح    | (1990-1997)     | رقّي إلى رتبة فريق في 21 مايو 1991 حين توليه رئاسة مجلس الرئاسة للجمهورية اليمنية.                                      |
| 3  |        | عبد ربه منصور هادي   | (1994-2012)     | تقلد الرتبة أثناء شغله منصب نائب رئيس الجمهورية اليمنية.                                                               |
| 4  |        | علي محسن الأحمر      | (2016-2022)     | شغل منصب نائب رئيس الجمهورية اليمنية ونائب القائد الأعلى للقوات المسلحة.                                               |
| 5  |        | محمد علي المقدشي     | (2017-حتى الآن) | رقّي إلى رتبة فريق في 2017 وشغل منصب وزير دفاع بين 7 نوفمبر 2018 وحتى 28 يوليو 2022 وبعدها عمل مستشارا لرئيس الجمهورية. |
| 6  |        | عبد الله سالم النخعي | (2018-حتى الآن) | رئيس هئية الأركان العامة بين 8 نوفمبر 2018 و28 فبراير 2020 ومستشار وزير الدفاع وقائد القوات البحرية والدفاع الساحلي.   |
| 7  |        | صغير حمود أحمد عزيز  | (2020-حتى الآن) | رئيس هئية الأركان العامة منذ 28 فبراير 2020 وقائد العمليات المشتركة لدعم الشرعية.                                      |
| 8  |        | محسن محمد الداعري    | (2022-حتى الآن) | وزير الدفاع منذ 28 يوليو 2022.                                                                                         |
| 9  |        | محمود الصبيحي        | (2024-حتى الآن) | وزير الدفاع بين 7 نوفمبر 2014 وحتى 7 نوفمبر 2018 ومستشار رئيس الجمهورية لشؤون الدفاع والأمن منذ 12 مايو 2024.          |
| 10 |        | ناصر منصور هادي      | (2024-حتى الآن) | وكيل جهاز الأمن السياسي في محافظات عدن، لحج، وأبين سابقا.                                                              |
| 11 |        | فيصل محمد رجب        | (2024-حتى الآن) | قائد المنطقة العسكرية الرابعة سابقا.                                                                                   |

## فترة الترقية
مادة (30) يكون الحد الأدنى للمدة اللازمة للترقية في كل رتبة وبمراعاة توفر الشروط الأخرى للترقية كما يلي:
- ضباط الصف والجنود:
  - أربع سنوات من جندي إلى رتبة عريف.
  - ثلاث سنوات من رتبة عريف إلى رتبة رقيب.
  - أربع سنوات من رتبة رقيب إلى رتبة رقيب /1.
  - ثلاث سنوات من رتبة رقيب /1 إلى رتبة مساعد.
  - ثلاث سنوات من رتبة مساعد إلى رتبة مساعد/2.
  - ثلاث سنوات من رتبة مساعد/2 إلى رتبة مساعد/1.
- الضباط:
  - ثلاث سنوات من رتبة ملازم/2 إلى رتبة ملازم/1.
  - أربع سنوات من رتبة ملازم/1 إلى رتبة نقيب.
  - أربع سنوات من رتبة نقيب إلى رتبة رائد.
  - خمس سنوات من رتبة رائد إلى رتبة مقدم.
  - أربع سنوات من رتبة مقدم إلى رتبة عقيد.
  - ثلاث سنوات من رتبة عقيد إلى رتبة عميد.
  - سنتين من رتبة عميد إلى رتبة لواء.
  - سنتين من رتبة لواء إلى رتبة فريق.
  - من رتبة فريق إلى رتبة فريق أول تنظم بقرار جمهوري.
  - من رتبة فريق أول إلى رتبة مشير تنظم بقرار جمهوري.